# USS Paul Ignatius (DDG-117)
El USS Paul Ignatius (DDG-117) es un destructor de la clase Arleigh Burke en servicio con la Armada de los Estados Unidos. Fue puesto en gradas en 2015, botado en 2016 y asignado en 2019.

## Construcción

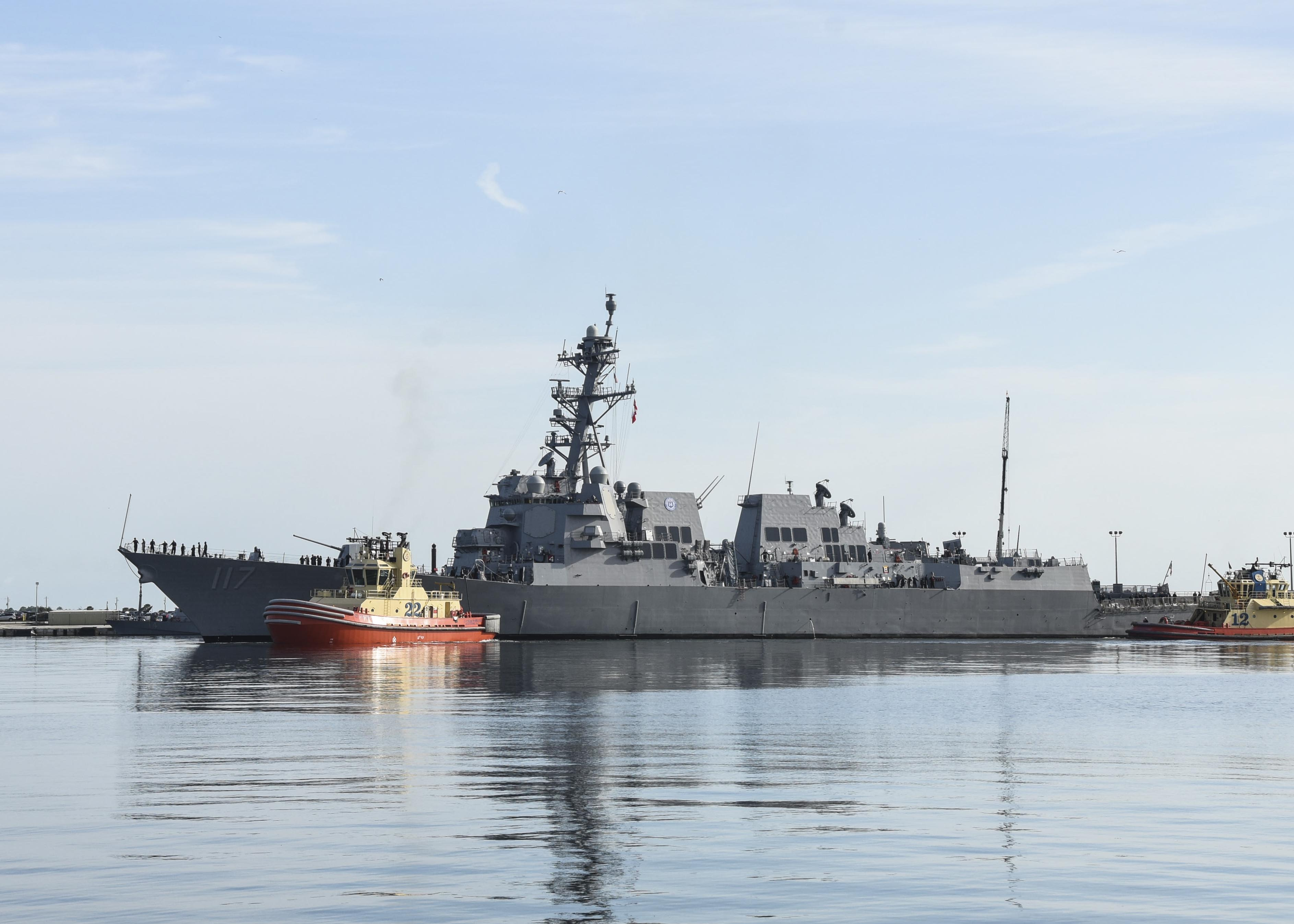
El USS Paul Ignatius (DDG-117) en el año 2019.

Construido en el Ingalls Shipbuilding, fue puesto en gradas el 23 de mayo de 2013, botado el 12 de noviembre de 2016 y asignado el 27 de julio de 2019. Fue bautizado USS Paul Ignatius en honor a Paul Ignatius, secretario de la Armada.